# Kabriolet
Kabriolet – rodzaj nadwozia samochodu z odkrytą kabiną pasażerską, wyposażonego najczęściej w miękki składany dach z impregnowanego materiału.

## Opis
Odmianą kabrioletu jest roadster. Inne cechy charakterystyczne to: więcej niż dwa siedzenia, boczne, otwierane okna, brak pionowych słupków, czy też jakichkolwiek ram nad górną krawędzią nadwozia (poza szybą przednią). Najczęściej występuje w wersji dwudrzwiowej – stąd nazwa Convertible Coupé. Natomiast wersja czterodrzwiowa to Convertible Sedan.
Od około 1927 r. w USA używano na określenie tego modelu nadwozia nazwy convertible, oznaczającej dosłownie nadwozie przekształcalne w otwarte lub zamknięte. Jako cechę odróżniającą je od nadwozi w rodzaju faetonu wskazywano rozkładany wodoodporny dach i okna boczne, pozwalające na ochronę pasażerów przed wpływami atmosferycznymi. Szczególne rozpowszechnienie zyskały w USA po II wojnie światowej, do połowy lat 60., kiedy to większość modeli samochodów była dostępna także jako kabriolet. W latach 70. ich popularność w USA spadła i producenci z nich rezygnowali. Od lat 80. XX w. kabriolety powróciły, jednak jako modele niszowe.
W latach 20. XX wieku pewną popularność zdobyły luksusowe nadwozia typu fałszywy kabriolet (fr. faux cabriolet), będące nadwoziami zamkniętymi imitującymi kabriolet z podniesionym dachem, z imitacją zewnętrznych mechanizmów rozkładanego dachu po bokach.